# Nkazi
Nkazi är ett vattendrag i Burundi.   Det ligger i provinsen Kayanza, i den nordvästra delen av landet, 60 km nordost om huvudstaden Bujumbura.
Omgivningarna runt Nkazi är en mosaik av jordbruksmark och naturlig växtlighet. Runt Nkazi är det tätbefolkat, med 735 invånare per kvadratkilometer.